# Ulrich von Haus
Ulrich von Haus († 25. September 1257) war erster Bischof von Lavant.
Ulrich von Haus war seit 1180 Pfarrer in Haus im Ennstal, seit 1218 Kaplan des Salzburger Erzbischofs Eberhard von Regensberg. Am 10. Mai 1228 ernannte ihn dieser zum ersten Bischof des dritten Salzburger Eigenbistums Lavant. Ulrich leistete in Anwesenheit des Salzburger Domkapitels einen Treueeid, seine Weihe fand am 14. Mai 1228 in Straubing statt, neben den Herzögen von Bayern und Kärnten war auch König Heinrich VII. anwesend. 
Da Ulrich zunächst noch kein Einkommen hatte, durfte er die Pfarre Haus behalten. 1230 wurde ihm auch noch die Pfarre St. Peter am Kammersberg bei Murau zugesprochen. Erst 1244 erhielt das Bistum Lavant ein kleines Diözesanterritorium. 
Ulrich von Haus war häufiger Begleiter des Salzburger Erzbischofs und vertrat ihn 1232 bei der Gründung des Prämonstratenserstiftes Griffen.